# Mikroregion Barreiras

Mikroregion Barreiras

Mikroregion Barreiras – mikroregion w brazylijskim stanie Bahia należący do mezoregionu Extremo Oeste Baiano. Ma powierzchnię 37.126,42740 km²

## Gminy
- Baianópolis
- Barreiras
- Catolândia
- Formosa do Rio Preto
- Luís Eduardo Magalhães
- Riachão das Neves
- São Desidério